# Quercus lungmaiensis
Quercus lungmaiensis är en bokväxtart som först beskrevs av Hu Hsien-Hsu, och fick sitt nu gällande namn av Cheng Chiu Huang och Yong Tian Chang. Quercus lungmaiensis ingår i släktet ekar, och familjen bokväxter. Inga underarter finns listade.